# Nationaal Songfestival 1982
Het Nationaal Songfestival 1982 werd gehouden in het Circustheater in Scheveningen. Het werd gepresenteerd door oud-winnaar Lenny Kuhr. Het winnende lied was Jij en ik met als winnende artiest Bill van Dijk.
| Lied              | Punten | Plaats |
| ----------------- | ------ | ------ |
| "Pierement"       | 0      | 3      |
| "Jij en ik"       | 4      | 1      |
| "Fantasie eiland" | 3      | 2      |

| Artiest           | Punten | Plaats |
| ----------------- | ------ | ------ |
| Bill van Dijk     | 60     | 1      |
| Bonnie St. Claire | 35     | 2      |
| The Millionaires  | 25     | 3      |

1956 · 1957 · 1958 · 1959 · 1960 · 1961 · 1962 · 1963 · 1964 · 1965 · 1966 · 1967 · 1968 · 1969 · 1970 · 1971 · 1972 · 1973 · 1974 · 1975 · 1976 · 1977 · 1978 · 1979 · 1980 · 1981 · 1982 · 1983 · 1984 · 1986 · 1987 · 1988 · 1989 · 1990 · 1992 · 1993 · 1994 · 1996 · 1997 · 1998 · 1999 · 2000 · 2001 · 2003 · 2004 · 2005 · 2006 · 2007 · 2008 · 2009 · 2010 · 2011 · 2012